# Chifeng
Chifeng, tidigare kallad Dzuu Uda på mongoliska, är en stad på prefekturnivå i Inre Mongoliet. Den ligger omkring 690 kilometer nordost  om regionhuvudstaden Hohhot.

## Historia
Området som idag är Chifeng har länge tillhört olika nordliga kejsardömen i Kinas historia.  När khitan-folket grundade Liaodynastin under 900-talet var två av dynastins huvudstäder belägna här.
Under Qingdynastin kallades området Dzuu Uda (昭烏達盟) och blev ett av de sex förbunden i Inre Mongoliet under 1620-talet och befolkades främst av mongoler från khorchin-stammen.
Efter Qingdynastins fall 1911 blev Dzuu Uda en del av den nyupprättade provinsen Jehol. 1931 införlivades Jehol med den japanska satellitstaten Manchukuo och den urbaniserade delen av det gamla Dzuu Uda fick namnet Chifeng. Efter Japans nederlag i andra världskriget 1945 återupprättades provinsen Jehol.
1955 upplöstes Jehol och Dzuu Uda uppgick som en del av det autonoma området Inre Mongoliet. I samband med kulturrevolutionens förföljelser av etniska mongoler 1969 överfördes Dzuu Uda till Liaoning-provinsen, men återbördades till Inre Mongoliet 1979. Vid det laget hade Dzuu Uda fått en hankinesisk befolkningsmajoritet
1981 blev Dzuu Uda ombildad till stad på prefekturnivå och bytte officiellt namn till det kinesiska Chifeng ("Röd bergstopp"), vilket var kontroversiellt eftersom Inre Mongoliet är en autonom region för mongolerna.

## Administrativ indelning
Prefekturen Chifeng har är indelad i tre stadsdistrikt, två härad och sju baner. 
| Karta    | Karta          | Karta        | Karta          | Karta             | Karta      | Karta                    |
| -------- | -------------- | ------------ | -------------- | ----------------- | ---------- | ------------------------ |
|          |                |              |                |                   |            |                          |
| Nr       | Namn           | Kinesiska    | Pinyin         | Befolkning (2004) | Area (km²) | Befolkningstäthet (/km²) |
| Distrikt |                |              |                |                   |            |                          |
| 1        | Hongshan       | 红山区       | Hóngshān qū    | 300 000           | 170        | 1 765                    |
| 2        | Yuanbaoshan    | 元宝山区     | Yuánbǎoshān qū | 290 000           | 887        | 327                      |
| 3        | Songshan       | 松山区       | Sōngshān qū    | 540 000           | 5 955      | 91                       |
| Härad    |                |              |                |                   |            |                          |
| 4        | Ningcheng      | 宁城县       | Níngchéng xiàn | 600 000           | 4 305      | 139                      |
| 5        | Linxi          | 林西县       | Línxī xiàn     | 240 000           | 3 933      | 61                       |
| Baner    |                |              |                |                   |            |                          |
| 6        | Ar Horqin      | 阿鲁科尔沁旗 | Ālǔkē'ěrqìn qí | 300 000           | 14 555     | 21                       |
| 7        | Vänstra Bairin | 巴林左旗     | Bālín zuǒqí    | 350 000           | 6 713      | 52                       |
| 8        | Högra Bairin   | 巴林右旗     | Bālín yòuqí    | 180 000           | 9 837      | 18                       |
| 9        | Heshigten      | 克什克腾旗   | Kèshíkèténg qí | 250 000           | 20 673     | 12                       |
| 10       | Ongniud        | 翁牛特旗     | Wēngniútè qí   | 470 000           | 11 882     | 40                       |
| 11       | Harqin         | 喀喇沁旗     | Kālāqìn qí     | 370 000           | 3 071      | 120                      |
| 12       | Aohan          | 敖汉旗       | Áohàn qi       | 590 000           | 8 294      | 71                       |

## Klimat
Genomsnittlig årsnederbörd är 523 millimeter. Den regnigaste månaden är juni, med i genomsnitt 152 mm nederbörd, och den torraste är december, med 3 mm nederbörd.